# 地方分権改革有識者会議
地方分権改革有識者会議（ちほうぶんけんかいかくゆうしきしゃかいぎ）とは、地方分権改革の推進を目的として、地方分権改革の推進に関する施策についての調査及び審議に資するため、2013年4月5日内閣府特命担当大臣（地方分権改革）決定により開催される会議。
2014年6月24日には、地方分権改革の今後の指針として「個性を活かし自立した地方をつくる ～地方分権改革の総括と展望～」を取りまとめ、新藤義孝内閣府特命担当大臣（地方分権改革）に手交した

。

## 議員
- 神野直彦（座長）
- 小早川光郎 （座長代理）
- 市川晃 （2015年5月22日～）
- 後藤春彦
- 勢一智子
- 谷口尚子
- 戸田善規
- 平井伸治 （2015年1月15日～）
- 森雅志

### 過去の議員
- 柏木斉
- 白石勝也
- 古川康

## 専門部会
地方分権改革有識者会議で調査・審議する事項のうち、特定の事項についての客観的な評価及び検討に資するため、2013年5月15日の第3回地方分権改革有識者会議で開催が決定された。

### 雇用対策部会構成員
- 小早川光郎（部会長、有識者会議）
- 岩村正彦
- 玄田有史
- 谷口尚子（有識者会議議員）
- 村尾新一

#### 過去の構成員
- 鎌田司
- 須藤修

### 地域交通部会構成員
- 後藤春彦（部会長、有識者会議議員）
- 内田明憲
- 加藤博和
- 勢一智子（有識者会議議員）
- 山内弘隆

### 農地・農村部会構成員
- 小田切徳美
- 小早川光郎（有識者会議議員）
- 高橋寿一
- 辻琢也
- 中井検裕 （2014年5月2日～）
- 人羅格 （2014年5月2日～）

#### 過去の構成員
- 柏木斉（部会長、有識者会議議員）

### 提案募集検討専門部会構成員
- 高橋滋 （部会長）
- 伊藤正次
- 大橋洋一 （2015年6月11日～）
- 小早川光郎（有識者会議議員）
- 勢一智子（有識者会議議員）
- 野口貴公美（2015年6月11日～）
- 野村武司（2016年7月25日～）

#### 過去の構成員
- 磯部哲
- 山本隆司